# Giacomo Buzzi Reschini
Giacomo Buzzi Reschini (Viggiù, 4 settembre 1881 – Torino, 18 settembre 1962) è stato uno scultore italiano.

## Biografia
Figlio di un marmista viggiutese, Giacomo Buzzi Reschini si trasferì giovanissimo a Torino dove frequentò l'Accademia Albertina e fu allievo di Leonardo Bistolfi, pur mantenendo costanti rapporti con l'ambiente di provenienza (in particolare con il conterraneo Enrico Butti e con il milanese Ludovico Pogliaghi). Aperto un proprio studio professionale, ottenne numerosi riconoscimenti grazie alle opere presentate alle esposizioni di belle arti di Torino nel 1909 (la nota Stella alpina, un ritratto di fanciulla ornata appunto di stelle alpine acquistato dal re Vittorio Emanuele III) e nel 1911 (premiato con la medaglia d'oro per la scultura). Modellò anche la medaglia celebrativa dell'Esposizione internazionale delle invenzioni e progresso industriale del 1923, sempre a Torino. La sua opera è segnata dalle tematiche romantiche ma con uno stile improntato al verismo.

## Opere

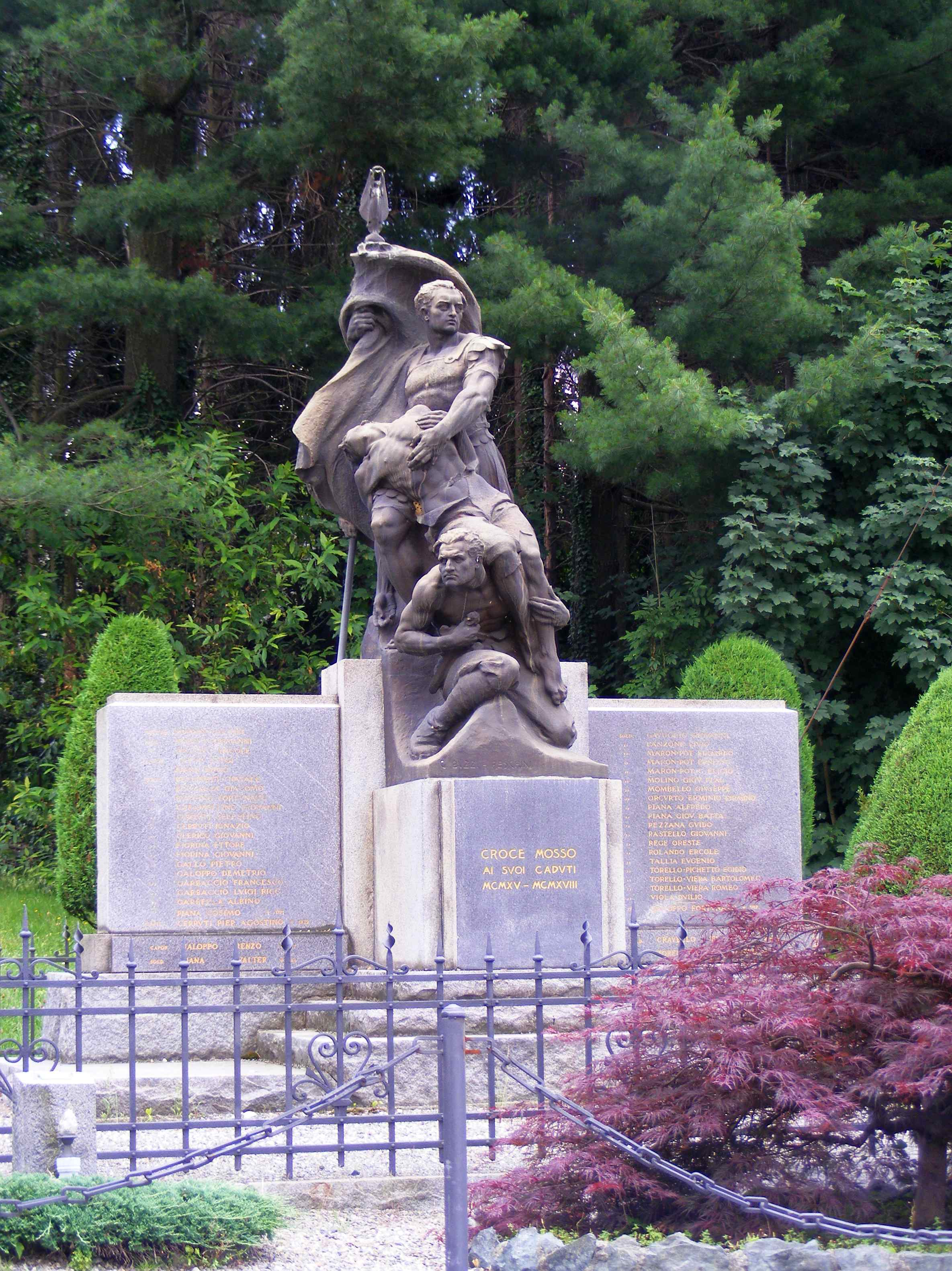
Monumento ai Caduti (Crocemosso)

Della sua vasta produzione, oltre ai numerosi monumenti funerari, si possono ricordare: l'Immacolata (1928) per il Palazzo del Governatorato in Vaticano, le statue dei Santi Cirillo e Metodio per il Collegio Boemo di Roma, i monumenti ai caduti di Crocemosso (1927), Chieri, Bordighera e San Damiano d'Asti, le statue dei Profeti e la porta monumentale della chiesa dell'Annunziata di Torino, il monumento alle Penne Mozze Canavesane di Belmonte (1955). È anche l'autore dei ritratti di Martino Borrione e di Annibale Barbera nell'Istituto Tecnico Industriale "A. Avogadro" di Torino. Suoi sono due angeli nella Chiesa del Santissimo Nome di Gesù (Torino).
Una collezione di suoi gessi, con lo spettacolare San Giorgio a cavallo che uccide il drago, è raccolta nel Museo degli artisti viggiutesi del Novecento, a Viggiù, dove realizzò anche i bassorilievi bronzei delle cappelle della Via crucis lungo la "rizzada" che porta alla chiesa di San Martino e dove è stata intitolata la Scuola media statale.